# 三瀨之變
三瀨之變是天正4年11月25日（1576年12月15日）時，織田信雄受父親織田信長指示，誅殺北畠氏一族，包含北畠具教等一族族人遭到織田家誅滅。

## 背景
在永祿12年（1569年）8月的大河內城之戰後，伊勢國大名北畠家敗給織田信長，當主北畠具房被迫迎入織田信長的次子織田信雄為養子，並將大河內城交給織田信雄，北畠具教、北畠具房父子退往笠木、坂內居住，北畠具教在元龜2年（1571年）另建三瀨御所居住。
在天正元年（1573年）武田信玄進軍三河國跟德川家康交戰之時，對織田家懷有不滿的北畠具教在3月時派遣鳥屋尾滿榮走水路到三河，跟武田家締約，表示將協助武田家對抗織田家，但截至武田信玄身故，北畠具教皆未舉兵。後在天正3年（1575年）時，織田信雄正式繼承北畠家，進入田丸城，成為新一代當主。
天正4年（1576年）1月時，北畠具教派遣鳥屋尾滿榮跟其甥鳥屋尾右近將監作為使者去向織田信長賀年，但鳥屋尾滿榮以織田信長並非自己主君為理由，禮數不甚周至。加上北畠家先前內通武田家之事，使織田信長興起要誅殺北畠一族的計劃。

## 情況
為對付北畠具教，織田信長在天正4年（1576年）11月跟家臣津田一安討論後，招集藤方朝成、長野左京進、瀧川雄利、奧山知忠商討剷除北畠家之事，以給予領地加封安堵策誘這些北畠家的譜代家臣，其中奧山知忠不願反抗織田信長，也不願傷害舊主北畠家，便稱病不加入計畫。藤方朝成雖加入計畫，但不願親身對付北畠家，派出家臣加留左京進代表行事。
藤方朝成、長野左京進、瀧川雄利等三人先策反了北畠具教的側近佐佐木四郎左衛門尉，在11月25日時對北畠具教發動襲擊暗殺，雖然佐佐木四郎左衛門尉用長槍突擊北畠具教並未得手，瀧川雄利等人率領織田軍3百人隨後一擁殺入，劍法高明的北畠具教在奮戰中斬殺了19人，後來織田軍以洋槍、弓箭射擊，北畠具教力盡身亡，三瀨御所內的北畠具教妻子北之方和兩名年幼的兒子龜松丸、德松丸也被殺死。
同日，織田信雄將北畠具教的次男長野具藤、三男北畠親成跟女婿坂內具義招集到田丸城，織田信雄隨後安排土方雄久、立木久內、津川源三郎、日置大膳亮、足助十兵衛尉、森清十郎等人率領士兵襲擊，將三人殺死。
當時北畠一族中的大河內教通因為生病而在田丸城療養，織田信雄另外調派柘植保重、小川久兵衛前往將他殺死。隨後又命令池尻平九衛門尉、天野佐左衛門尉殺死人在田丸城宿的坂內具義之父坂內具房，北畠具教的長子北畠具房則被送往瀧川一益的長島城監禁。
織田信雄後又派出刺客要殺死多藝城主北畠政成，但北畠政成先一步察覺反而殺死了刺客，並且逮捕想在城下放火的奸細。旋即招集大宮大之丞、芝山小平太帶領數百城兵分守四門，織田信雄帶領日置大膳亮跟長野左京進來攻，卻被北畠政成擊退，甚至北畠政成試圖趁機反攻田丸城。而織田信長也派遣羽柴秀吉帶3千人來援，北畠軍陣亡28名將領，城內守軍死傷殆盡，北畠政成入城自殺（但另有羽柴秀吉參與安土築城跟參加天王寺之戰的紀錄，故此說存疑）。
獲知北畠一族遇害後，藤方朝成之父藤方慶由對兒子的不義感到憤怒，遂投身井戶自盡，奥山知忠雖在事後獲得織田信雄加封3千石的領地，仍對北畠一族的滅亡感到歉疚，因此將領地歸還給織田信雄，決定剃髮出家，織田信雄感其忠義，仍要賜他3百石的俸祿，奥山知忠堅持不受，前往西來寺修行，而織田家臣津田一安因為跟北畠一族有親戚關係且輕慢士民、執政不善，柘植保重、瀧川雄利向織田信雄進言，憤怒的織田信雄遂命令日置大膳亮在12月15日殺死了津田一安，其親族也被殺害跟流放。

## 北畠遺族起兵
北畠具教的三弟本已出家，擔任奈良興福寺東門院院主，北畠一族遇害後便還俗，改名為北畠具親，先潛入伊賀國，招集川股、小山戶、阿曾、多芸、小倭一帶的豪族跟譜代家臣鳥屋尾滿榮、家城之清跟土民百姓，在天正5年（1577年）發動一揆起義，在富永城、森城、峰城等地舉兵對抗織田家。
為防備北畠具親的進攻，織田信雄在三瀨安排森清十郎、川俣安排日置大膳亮、坂內安排足助十兵衛尉、木戶内藏助，小倭安排瀧川雄利、柘植保重、長野左京亮。
天正5年（1577年）春季，北畠具親方試圖在川俣谷一帶的鐵中築城，織田信雄調派瀧川一益、瀧川雄利、天野佐左衛門尉、田丸中務少輔、日置大膳亮、池尻平九衛門尉前往攻打。歷經一晝夜的交戰，日置、瀧川各自負傷，但池尻平九衛門尉等奮勇作戰，擊敗城內守軍，最後雙方和睦，具親方交出城撤軍。
織田信雄軍隨後沿長谷街道對菅野城發動攻擊，順利攻陷菅野城，接著又攻打三竹城，城主三竹左京亮雖鼓舞手下應戰，但支撐數日後終究不敵，力竭投降而交出城池，後續又攻打桃俣城，織田軍佔領城池，織田方負責三瀨方面的森清十郎也順利策反北畠方的三瀨左京進，川俣方面的日置大膳亮勸誘了赤羽新之丞，但又被大内山但馬守聯合堀內氏善夜襲殺害。小倭方面的豪族也被長野左京進、瀧川雄利、柘植保重勸降。
織田信雄隨後針對河股谷、波瀨的持續效忠北畠具親的河股豪族發動攻擊，日置大膳亮、日置次大夫在兩日間攻陷閼伽樋、九曲兩城。織田信雄接著又調派援軍增援，以日置兄弟當先鋒，攻陷波瀨城，城將峯某跟弟弟乙栗栖被擒，後被燒死。
日置大膳亮、日置次大夫接著又攻陷了鳥屋尾右近將監所鎮守的富永城，逼近北畠具親所在的森城，並將之攻陷，鳥屋尾滿榮戰死，家城之清退往合股山後被追殺陣亡，北畠具親逃往備後國，依附毛利氏。